# Bogdanki (województwo kujawsko-pomorskie)
Bogdanki – osada w Polsce położona w województwie kujawsko-pomorskim, w powiecie grudziądzkim, w gminie Łasin, w sołectwie Jakubkowo.
W latach 1975–1998 miejscowość administracyjnie należała do województwa toruńskiego.
W miejscowości działało Państwowe Gospodarstwo Rolne. Jednostką nadrzędną była Stadnina Koni Nowe Jankowice. Obecnie gospodarstwo w dalszym ciągu wchodzi w skład Stadniny Koni Nowe Jankowice Sp. z o.o..

## Historia
Wieś wzmiankowana jako Baginsdorf w 1414 r. podlegała komturii krzyżackiej w Radzyniu Chełmińskim. W 1440 r. posiadłość nabywa Jan Cegenberg, chorąży ziemi chełmińskiej, jeden z założycieli i przywódców Związku Pruskiego.

## Zabytki
Według rejestru zabytków NID na listę zabytków wpisany jest zespół pałacowy z XIX/XX w., nr rej.: A/326/1-5 z 25.03.1988:
- pałac
- park
- spichrz, lata 20 XX w.
- obora, 2 poł. XIX w.
- stodoła, 2 poł. XIX w.